# Sigitas Tamkevičius
Sigitas Tamkevičius, S.J. (Gudonys, distrito de Lazdijai, 7 de noviembre de 1938) es un cardenal católico lituano, jesuita. Fue nombrado obispo auxiliar (1991), arzobispo (1996) y finalmente arzobispo emérito de Kaunas (2015). Fue varias veces presidente de la Conferencia Episcopal de Lituania. Conocido por haber fundado y dirigido durante el período soviético la hoja de información clandestina 'Crónica de la Iglesia Católica en Lituania'. Fue nombrado cardenal por el Papa Francisco el 1 de septiembre de 2019 para el consistorio del 5 de octubre de 2019.

## Biografía
Después de terminar la escuela secundaria en la Escuela Secundaria Seirijai, Sigitas ingresó en el Seminario de Kaunas (1955). Unos años de servicio militar obligatorio en el ejército soviético interrumpieron sus estudios de teología, que retomó con posterioridad. Fue ordenado sacerdote por el obispo P. Maželis el 18 de abril de 1962.
Sus primeros años de ministerio sacerdotal se realizaron sucesivamente en las parroquias de Alytus, Lazdijai, Kudirkos Naumiestis, Prienai y Simnas. En 1968, Tamkevičius ingresó en la Compañía de Jesús, cuya presencia en Lituania era considerada ilegal por la ley soviética. Pese a todo, él continúo su servicio pastoral en la parroquia.
Tamkevičius participó en diversas protestas contra las restricciones impuestas por la autoridad soviética que buscaba restringir y controlar la formación sacerdotal ofrecida en el seminario de Kaunas. Como resultado, las autoridades soviéticas le prohibieron ejercer su ministerio sacerdotal. Por ello, comenzó a trabajar en una fábrica y en el campo durante  un año.
Mientras era vicario en la parroquia de Simnas, Tamkevičius comenzó en 1972 la publicación clandestina de una hoja informativa llamada "Crónica de la Iglesia Católica de Lituania". Muy leída en Europa occidental porque ofrecìa buena información, la publicación hizo públicas numerosas prácticas de discriminación religiosa cometidas en la Lituania soviética. Por ello, el editor de la publicación clandestina fue buscado activamente por la KGB.
Tamkevičius fue párroco de Kybartai entre 1975 y 1983. Durante esos mismos años, continuó publicando la Crónica hasta su arresto en 1983. En 1978, fundó con otros cuatro sacerdotes lituanos el Comité Católico para la Defensa de los Derechos de los Creyentes.
En 1983 fue arrestado, acusado de agitación y propaganda antisoviética. Sentenciado a diez años de prisión y exilio. Tras una estancia en el Gulag de Perm y Mordovia, en 1988 fue enviado al exilio en Siberia. No se quedó allí por mucho tiempo: cuando la perestroika liberalizó la política religiosa soviética, fue liberado (1988). El testimonio de su arresto y detención fue publicado en el libro de José Miguel Cejas "El baile tras la tormenta"
La Conferencia Episcopal de Lituania le nombró director espiritual (1989) y rector (1990) del Seminario Mayor de Kaunas.
En 1991, Juan Pablo II le nombró obispo auxiliar de Kaunas. Fue consagrado obispo el 19 de mayo de 1991. Cinco años después, el 4 de mayo de 1996 fue nombrado arzobispo de Kaunas. Con gran influencia en la Conferencia Episcopal de Lituania, ha sido elegido varias veces presidente en distintos periodos: 1999-2002, 2005-2008 y reelegido en 2008.
El 11 de junio de 2015, el Papa Francisco aceptó su renuncia y nombró a monseñor Lionginas Virbalas SJ para sucederlo. El 1 de septiembre de 2019 se anunció que será cardenal (no elector, habiendo cumplido los ochenta años) en el presbiterio el 5 de octubre de 2019.